# MAN F90

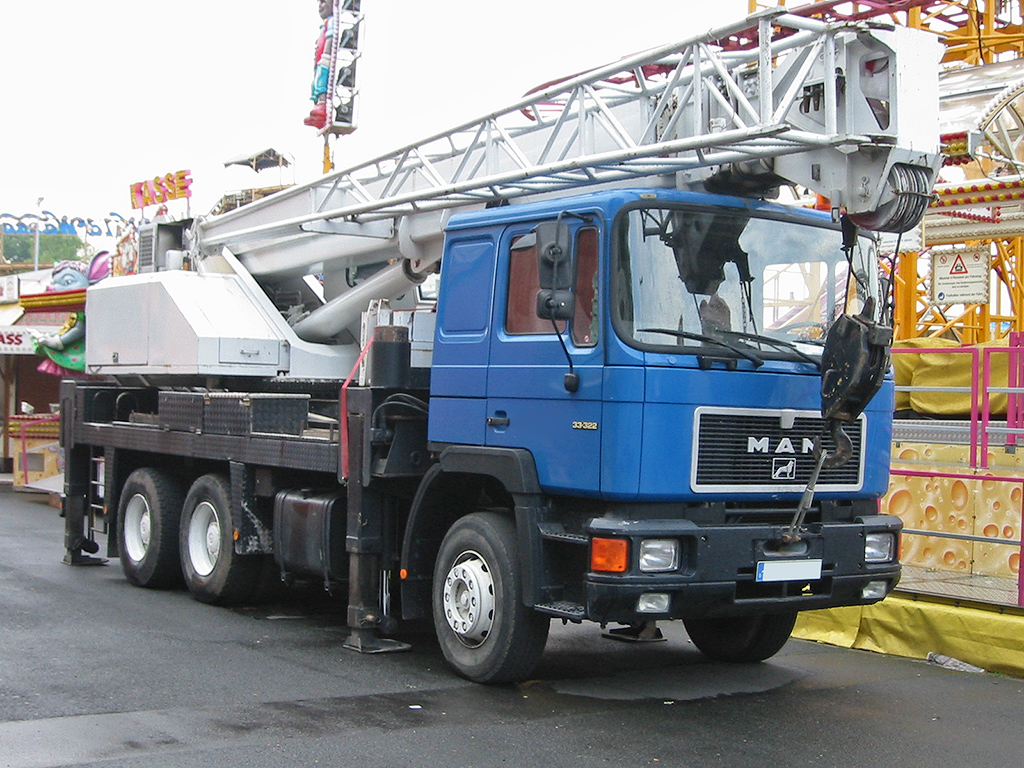
MAN F90

De MAN F90 was een serie zware vrachtwagens van de Duitse vrachtwagenfabrikant MAN. Ze loste de MAN F9 af. Ze zou worden opgevolgd door de MAN F2000. Naast de F90 was er een daarop gebaseerde MAN M90, die voor de middelzware markt voorzien was. Deze werd opgevolgd door de MAN M2000. De vrachtwagen verkreeg de titel Truck van het jaar.
De MAN F90 werd aangedreven door een bijgewerkte serie dieselmotoren die voorheen geïntroduceerd werden, maar nu verder geoptimaliseerd, waarbij het topvermogen van de V10 tot 460 pk steeg, waardoor het kortstondig de sterkste Europese vrachtwagen was. Later zou hij zelfs tot 550 pk leveren. Er waren echter ook minder krachtiger zescilinder dieselmotoren die vanaf 290 pk leverden.
Visueel was de vrachtwagen te herkennen doordat hij iets andere richtingaanwijzers had en doordat voorheen alle MAN-trucks puntjes tussen letters M, A en N hadden.

## Licentie

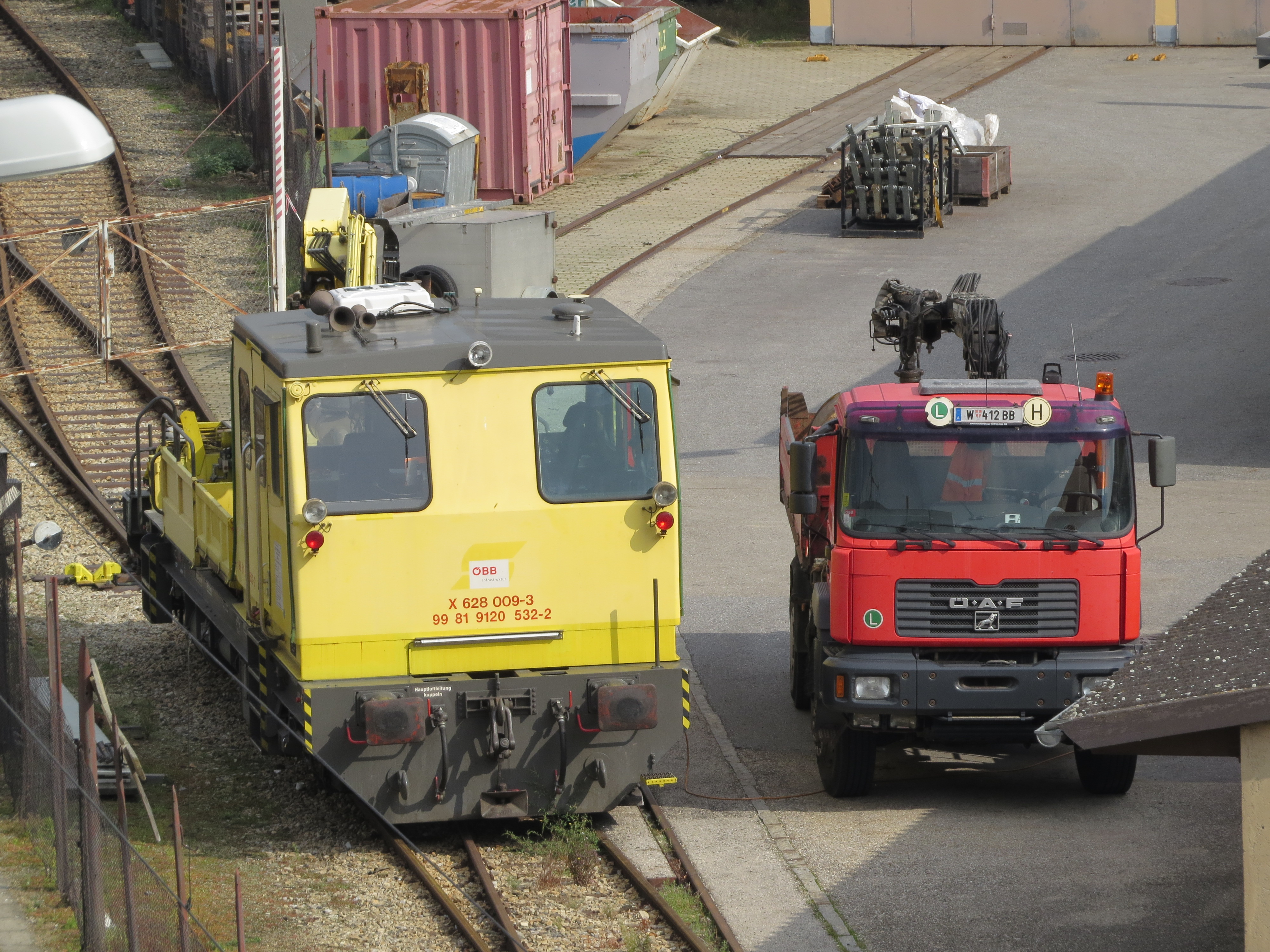
Rode ÖAF met een F90-cabine naast een railvoertuig

De MAN F90 werd en wordt in licentie door andere fabrikanten gebouwd, waaronder kortstondig Samsung en nog altijd Shaanxi met de merknaam Shacman. Het Wit-Russische MAZ bouwt met de merknaam MAZ-MAN ook de vrachtwagen onder licentie.
De cabine werd gebruikt door de zustermerken van MAN: ÖAF en Steyr. Daarnaast werd de F2000 cabine gebruikt door zustermerk ERF. Dankzij Shacman wisten ook andere partijen die niets met MAN van doen hebben de cabine te gebruiken, waaronder KrAZ en Youngman.